# Listă de termeni medicali

## A
- Abacavirum
- Abdomen uman
- Absență
- Absorbție intestinală
- Abulie
- Accident vascular cerebral
- Acetazolamidă
- Acetilcolină
- Acid ascorbic
- Acid citric
- Acid folic
- Acid lisergic dietilamid
- Acid pangamic
- Acid pantotenic
- Acid picric
- Acidol
- Acidoză
- Acnee
- Acromion
- Actină
- Acupresură
- Acupunctură
- Adenină
- ADHD
- Adrenalină
- Aerofagie
- Afazie
- Agent patogen
- Ageuzie
- Agnozie
- Agrafie
- Agranulocitoză
- Alantoidă
- Alcaloid
- Alcoolemie
- Alergen
- Alergie
- Amfenicol
- Amoxicilină
- Analgezic
- Analizator
- Anatomie patologică
- Anatomie umană
- Anatomie
- Anatoxină
- Anestezic general
- Anestezie
- Anexita
- Anilină
- Anorexie nervoasă
- Antebraț
- Antianemice
- Antiemetic
- Antigen carcinoembrionar
- Antigen
- Antrax
- Anus
- Anxietate
- Aortă
- Aparat dentomaxilar
- Apendice
- Apendicită
- Arsenic
- Arteră
- Artrologie
- Artroplastie
- Artroza genunchiului
- ASC
- Astigmatism
- Atomoxetină
- Atracurium
- Atrofiere
- Ață dentară
- Aurotiomalat de sodiu
- Autism
- Autopsie
- Autorizație de punere pe piață (farmacologie)
- Axon

## B
- Barieră hematoencefalică
- Barotraumatisme
- Benorilat
- Biceps femural
- Biocid
- Biodisponibilitate
- Biofeedback
- Biotină
- Blue Brain
- Boala Alzheimer
- Boala Basedow
- Boală infecțioasă
- Boala legionarilor
- Boala Lyme
- Bronșită
- Bruxism
- Buprenorfină
- Bust

## C
- Camfor
- Cancer de colon
- Cancer la stomac
- Cancer mamar
- Cancer
- Cancerul testicular
- Canin
- Capilar
- Capitulum
- Capsulă
- Carie dentară
- Cariotip
- Carp
- Catalepsie
- Cataractă
- Cazeină
- Celiachie
- Cervicalgie
- Cetoacidoză
- Chinetoterapie
- Chirurgie plastică
- Chirurgie
- Cianură de potasiu
- Cianură
- Cicatrice
- Ciguatera
- Claviculă
- Clearance plasmatic
- Clinică stomatologică
- Cloramfenicol
- Cloroform
- Coaliția talo-calcaneană
- Coardele vocale
- Cobalamină
- Cocaină
- Cod ATC
- Codeină
- Colecalciferol
- Coloană vertebrală
- Colul anatomic al humerusului
- Colul chirurgical al humerusului
- Comă
- Coșmar
- Comunicarea în situații de urgență
- Contraindicații pentru scufundare
- Controlul sexului la sportivi
- Coprofagie
- Cornee
- Cristalin
- Cronaxie
- Cronaximetrie
- Cuticulă
- Cutie toracică

## D
- Decompresie (scufundare)
- Deltoid
- Dendrită
- Denumire comercială
- Dependență
- Dereglări ale ritmului circadian
- Dermatologie
- Dermatom
- Detartraj
- Diafiză
- Dializă
- Diaree
- Diencefal
- Dietă
- Dinte
- Disecție
- Dislexie
- Displazie fibroasă
- Distribuție (farmacologie)
- Diuretic
- Diverticul Meckel
- Dizenterie
- DMT
- Dopamină
- Doză letală
- Doză
- Drog
- Duoden

## E
- E. coli entero-hemoragică
- Echilibru acido-bazic sanguin
- Ecolalie
- Ecopraxie
- Ecotoxicologie
- Efectele consumului de tutun asupra sănătății
- Efectele etanolului asupra organismului
- Efectul Mozart
- Ejaculare precoce
- Electrocardiogramă
- Eliberare controlată
- Eliminare (farmacologie)
- Endocardita
- Endocrinologie
- Entorsă acută a gleznei
- Epicondilul lateral al humerusului
- Epidemie
- Epidemiologie
- Ergocalciferol
- Ergotism
- Eritem
- Eritrocit
- Eritropoietină
- Eritropoieză
- Excoriație
- Exoftalmie
- Expansiunea depresiei corticale
- Extremitatea inferioară a humerusului
- Extremitatea superioară a humerusului

## F
- Farmacie
- Farmacologie
- Farmacopee
- Febră tifoidă
- Femur
- Fenobarbital
- Fentanil
- Fibre alimentare
- Fibrilație atrială paroxistică
- Fibroză chistică
- Fimoză
- Fitoterapie
- Fiziologia măduvei spinării
- Fizioterapie
- Flatulență
- Flora genitală normală
- Fosgen
- Fractura boxerului
- Fractură
- Fracturile procesului posterior al talusului

## G
- Gardasil
- Gastroenterologie
- Gât
- Gazometrie sanguină
- GCP
- Genunchi
- Geriatrie
- Gerovital
- Ginecologie
- Gingie
- Gingivectomie
- Girusul precentral
- Glabella
- Glandă endocrină
- Glandă exocrină
- Glandă
- Glande suprarenale
- Glandele Bartholin
- Glaucom
- Glucozamină
- Granulocit bazofil
- Granulocit eozinofil
- Granulocit neutrofil
- Gripa tip A(H1N1)
- Grupă sanguină

## H
- Haloperidol
- Halucinație
- Haptoglobină
- Hemaglutinină
- Hematologie
- Hematopoieză
- Hemeralopie
- Hemogramă
- Hemolimfă
- Hemotest
- Hepatita B
- Hepatită
- Heroină
- Heterocromie
- Hidrocefalie
- Hidrogen sulfurat
- Himen
- Hiperglicemie
- Hiperoxia
- Hipnotic
- Hipnoză
- Hipoxie
- Histamină
- Histologie
- Homeopatie
- Humerus

## I
- Ibuprofen
- Ileon
- Imagistică medicală
- Imiquimod
- Impetigo
- Impingementul talo-calcanean posterior
- Imunogenetică
- Imunologie
- Indice de masă corporală
- Industria farmaceutică
- Înec
- Infarct miocardic
- Infecție cu transmitere sexuală
- Infecție
- Inimă
- Inozitol
- Iod
- Iridociclită
- Iritabilitate
- Izoimunizare
- Izopren

## J
- Jejun

## K
- Ketorolac

## L
- Laba piciorului
- Laborator hiperbar
- Laparoscopie
- Legătură peptidică
- Leptospiroză
- Leucemie
- Leucocită
- Leziune
- Limfocit B
- Lipide
- Lipoproteină
- Listă de antihistaminice de uz sistemic
- Listă de boli infecțioase
- Listă de medicamente
- Lumiracoxib

## M
- Macrofag
- Malarie
- Mână
- Masaj
- Mătreață
- Mediastinul superior
- Mediastinul
- Medicament
- Medicamente stimulante
- Medicină alternativă
- Medicină de laborator
- Medicină populară
- Medicina scufundării
- Membrul superior
- Meningită
- Mescalină
- Metabolismul fierului în organismul uman
- Metacarp
- Metamfetamină
- Metatalamus
- Mezorect
- Micoze
- Microelement
- Midazolam
- Mielină
- Miologie
- Miopie
- Miorelaxant
- Moartea neagră
- Mojar
- Molluscum contagiosum
- Monogliceride
- Morfină
- MRSA
- Muzicoterapie

## N
- Naftalină
- Naloxon
- Narcolepsie
- Narcoza azotului
- Nas uman
- Natamicină
- Nefrologie
- Nefron
- Neg genital
- Neonatologie
- Nerv cranian
- Nerv
- Neuroleptic
- Neurologie
- Neuron
- Nevroză
- Niacină
- Nictalopie
- Nitrobenzen
- Nou-născut
- Nurofen
- Nutriție

## O
- Obstetrică
- Ochi
- Oftalmologie
- Oligodendroglie
- Omeprazol
- Omoplat
- Oncologie
- Opiate
- Opioide
- Orbire
- Orbită (anatomie)
- Organ
- Orientare
- Ortopedie
- Os occipital
- Osteonecroză disbarică
- Osul scafoid
- Osul semilunar
- Osul trapez
- Otoplastia
- Ovar (anatomie umană)
- Oxigenoterapie hiperbară

## P
- Pancreatită
- Pandemie
- Pantoprazol
- Paracetamol
- Paradentoză
- Parecoxib
- Pareză
- Pastă de dinți
- Patologia de calculator
- Patologie
- Pediatrie
- Penicilamina
- Penicilină
- Peptidă
- Pericardita
- Perineu
- Periuță de dinți
- Pervitin
- Pestă
- Pia mater
- Piele (anatomie)
- Piridoxamină
- Piridoxină
- Plagă
- Plasmă (biologie)
- Polachiurie
- Potențial de acțiune
- Potențial de repaus
- Potențial local
- Prednisolon
- Preparate topice pentru algii articulare și musculare
- Prepuț
- Prezbitism
- Primul ajutor
- Prion
- Prostată
- Proteină
- Prurit
- Psihiatrie
- Psihoterapie

## Q
- Qigong

## R
- Radiografie
- Radius
- Rană (medicină)
- Reacție adversă
- Rebt
- Receptor pentru insulină
- Receptor (biochimie)
- Reducerea numărului de calorii
- Regimul alimentar în funcție de grupa sanguină
- Reiki
- Remifentanil
- Reobază
- Retină
- Retinol
- Rezistența la antibiotice
- Rezonanță electronică de spin
- Riboflavină
- Rinichi
- Ritmul circadian
- Rofecoxib

## S
- Sân
- Sânge
- Scarlatină
- Schizofrenie
- Sclerotică
- Scleroză multiplă
- Senzație
- Serotonină
- Sevraj
- Sex
- Sinapsă chimică
- Sinapsă
- Sincițiu
- Sindrom
- Sindromul Asperger
- Sindromul Ganser
- Sindromul morții subite la sugari
- Sindromul Münchausen
- Sindromul nervos al înaltelor presiuni
- Sindromul oftalmic al insulelor Åland
- Sindromul Tourette
- Sindromul Ulise
- Sistem de clasificare anatomică, terapeutică și chimică a medicamentelor
- Sistem endocrin
- Sistem nervos periferic
- Sistem nervos somatic
- Sistem nervos
- Sistemul imunitar
- Sistemul respirator
- Somn
- Sonoterapie
- Spațiu interstițial
- Specie (farmaceutică)
- Steaua Vieții
- Stern
- Steroid anabolizant
- Stimulator cardiac
- Stomatologie
- Strabism
- Streptomicină
- Substanță albă
- Substanță cenușie
- Substanțe asfixiante
- Substanțe toxice
- Suprapresiune pulmonară

## T
- Tabele de decompresie
- Tartru
- Tebaină
- Telencefal
- Terapie intensivă
- Teratologie
- Tetanos
- Tetrahidrocannabinol
- Tiamină
- Tilidină
- Timp de înjumătățire (farmacologie)
- Tocoferol
- Toxicitate
- Toxicologie
- Toxină
- Toxina blarina
- Transă
- Transfuzie de sânge
- Transplant de organ
- Trohleea humerusului
- Trombocit
- Trombopoieză
- Trunchi cerebral
- Tuberozitatea deltoidă
- Tumefacție
- Tumoare

## U
- Ulcer gastric
- Ulnă
- Umoare apoasă
- Umoare vitroasă
- Ureche
- Urină
- Uveită

## V
- Vaccin pneumococic
- Vaccin
- Valdecoxib
- Variabilitatea ritmului cardiac
- Variolizare
- Vas sangvin
- Venă
- Veziculă
- Veziculită
- Veziculectomie
- Vis
- Vitamina B
- Vitamina B6
- Vitamina C
- Vitamina D
- Vitamina K
- Vitamină
- Vocaloterapie
- Voce umană
- Volumul de distribuție
- Vulvă

## X
- Xenobiotic

## Z
- Zaharină
- Zarin
- Zona zoster

## Legături externe
- 18000 Medical Words Dictionary in Romanian, p. 1, pe Google Books